# Онія III
Онія III (рос. Ония III, англ. Onias III, грец. Ὀνίας, івр. חוניו השלישי, Ḥōniyyō)  — 42-й юдейський первосвященик.

## Життєпис
Син Симона II, юдейського первосвященника. Прийняв архиєрейську гідність після смерті свого батька. але точна дата невідома..
Своїми чеснотами він здобув собі велику славу і надав новий блиск первосвященика гідності; але не вберігся від ненависті і накликав на себе гоніння і заслання, де і помер. Онія бачив свою батьківщину в правлінні тиранів, бачив псування, перейнявшись в усі гілки суспільного організму і своїми зусиллями міг тільки сповільнити падіння своєї батьківщини. Початок свого правління він означив відновленням законів в їх первісній чистоті, та впродовж не багатьох років, святе місто насолоджувалося досконалим спокоєм. Юдея знову змінила своїх повелителів і знову підпала під владу Сирії. 
Селевк IV Філопатор скористався часом, коли Єгипет оплакував смерть Птоломея V Епіфана, для повернення Палестини. На той час первосвященик дипломатично зумів набути авторитет серед юдейської громади та царських сановників. Басилевс Держави Селевкідів вшанував його багатими дарами і повелів брати з його річних доходів все необхідне для проведення богослужіння. 
Згодом вступив у конфлікт з Симоном з коліна Веніямина, що командував храмовою вартою і був піклувальником храму (тобто завідував фінансами). Фактично це була боротьба двох груп — ізоляціоністів та елліністів. Перших очолював первосвященник. Симон сказав Селевку, що у храмі зберігаються незліченні і зайві суми, які цар по праву міг залишити за собою. Цар послав в Єрусалим Геліодора, свого першого міністра, для отримання своєї частки. Він був прийнятий з почестями. Первосвященик небажав видавати скарби, вказуючи, що одна частина цієї суми призначена для утримання вдів і сиріт, що інша частина складається із запорук, ввірених святості місця, величі і недоступності храму. Сановник наполіг на виконанні наказу басилевса. У призначений день, коли він повинен був оглянути скарбницю і взяти її до володаря, печаль і страх були суспільні. У той час, коли Геліодор, супроводжуваний вартою, входив в храм і готувався виконати покладене на нього злочинне доручення, жерці, одягнені в священні шати, простяглись перед вівтарем, просили небесної допомоги. У той час, коли це відбувалося в храмі, все місто перебувало в неспокої. Зрештою Геліодора було вбито одним з прихильників Онії III. 
Симон продовжив інтригувати проти первосвященника при селевкідському дворі, назвавши його зрадником. Супротивник Онії III перетягнув на свій бік Аполонія, намісника Келесірії та Фінікії. Зрештою почалися сутички між прихильниками Симона і первосвященника. Онія III відправився до селевкійського двору, щоб очистити себе від покладених на нього злочинів і просити басилевса про захист. Монарх зробив первосвященику гідний прийом його чеснот, прихильно вислухав його виправдання і наказав відправити Симона на заслання. Виконання цього наказу відновило на деякий час спокій в Єрусалимі. 
175 року до н.е. Онія III помер. Брат останнього — Ясон — запропонував новому цапю Антіоху IV 400 талантів за посаду первосвященника. Той використав ситуацію, що син Онії III був малим для отримання первосвященництва. Тому призначив Ясона. 
| Правителі, міністри, полководці:                                                                | Джерела матеріалу:                                                                                       |
| ----------------------------------------------------------------------------------------------- | --- |
| Симон II, Селевк Филопатор, Птоломей Єпіфан, Селевк I Нікатор, Ілиодор, Онія, Менелай, Андронік | БИБЛЕЙСКО- БИОГРАФИЧЕСКИЙ СЛОВАРЬ, Менелай (первосвященник), Антиох VI Дионис Эпифан, Маккавейские книги |